# La zona (sèrie de televisió)
La zona va ser una sèrie de televisió espanyola produïda per Movistar+ per a #0. Es va estrenar el 27 d'octubre de 2017, els creadors van anunciar que la sèrie tindria una segona temporada però va ser cancel·lada i no es va fer realitat.

## Sinopsi
L'inspector Héctor Uría torna al servei tres anys després del greu accident d'un reactor nuclear al nord d'Espanya com l'únic supervivent del primer grup que va acudir en socors de la central. Ara ha d'investigar el brutal assassinat d'un home a la Zona d'Exclusió.
El rodatge de la sèrie va transcórrer a 160 localitzacions d'Astúries (especialment Gijón, Oviedo, La Felguera i Pravia) i Madrid.

## Repartiment
Repartiment principal
- Eduard Fernández: Inspector Héctor Uría
- Álvaro Cervantes: Martín Garrido
- Alexandra Jiménez: Julia Martos
- Alba Galocha: Zoe Montero
- Marina Salas: Esther Uría Carcedo
- Emma Suárez: Marta Carcedo

Repartiment secundari
- Tamar Novas: Ricardo (Capítol 1-8)
- Inma Cuevas: Fabiana Garmendia (Capítol 1-8)
- Salva Reina: Gabriel Sánchez Soler "El Caníbal" (Capítol 1-8)
- Sergio Peris-Mencheta: Aurelio Barrero (Capítol 2, 4-7)
- Manolo Solo: Alfredo Asunción (Capítol 2-8)
- Luis Zahera: Lucio Braña Izquierdo (Capítol 2-8)
- Daniel Pérez Prada: Pablo Gómez Asensio "Pelirrojo" (Capítol 3-8)
- Carlos Bardem: Mateo Jiménez Corral "Krusty" (Capítol 3-8)
- Juan Echanove: Fausto Armendáriz (Capítol 4-8)
- Josean Bengoetxea: Luis Carreño (Capítol 1-8)
- Carlos Rodríguez: Dani (Capítol 1-8)
- Pau Durà: Delegat Ferreras (Capítol 1-8)
- Daniel Jumillas: Pipo (Capítol 2-8)
- Emilio Palacios: Bruno (Capítol 2-8)
- German Alkarazu: Federico Uría (Capítol 1-8)
- María Cantuel: Sara (Capítol 1-8)
- Fernando Sánchez-Cabezudo: Enrique (Capítol 1-8)
- Inma Nieto: Juez Noriega (Capítol 1-8)
- Félix Arkarazo: Ramón (Capítol 1-8)
- Oleg Kricunova: Román (Capítol 2-8)
- Sonsoles Benedicto: Amalia (Capítol 2-8)
- Juan Codina: Manuel Montero (Capítol 1-8)
- Ana Gracia: Advocada de Zoe (Capítol 1-8)
- Pilar Gómez: Rosa Hernández (Capítol 1-8)
- Francisco Olmos: Comissari Vázquez (Capítol 1-8)
- Maite Brik: Luisa Luisa (Capítol 1-8)

## Temporades i episodis
| Temporada | Temporada | Episodis | Estrena              | Final                  | Audiència mitjana | Audiència mitjana |
| Temporada | Temporada | Episodis | Estrena              | Final                  | Espectadors       | Quota             |
| --------- | --------- | -------- | -------------------- | ---------------------- | ----------------- | ----------------- |
|           | 1         | 8        | 27 d'octubre de 2017 | 14 de desembre de 2017 |                   |                   |
| Total     | Total     | 8        | 27 d'octubre de 2017 | 14 de desembre de 2017 |                   |                   |

### Primera temporada (2017)
| Núm. (sèrie) | Núm. (temp.) | Títol                                | Director(s)                                  | Data d'emissió         | Audiència      |
| ------------ | ------------ | ------------------------------------ | -------------------------------------------- | ---------------------- | -------------- |
| 1            | 1            | «En tierra de nadie»                 | Jorge Sánchez-Cabezudo                       | 27 d'octubre de 2017   | 39 000         |
| 2            | 2            | «Control animal»                     | Jorge Sánchez-Cabezudo                       | 2 de novembre de 2017  | 71 000 (0,4%)  |
| 3            | 3            | «El Balneario»                       | Gonzalo López-Gallego Jorge Sánchez-Cabezudo | 9 de novembre de 2017  | 59 000 (0,3%)  |
| 4            | 4            | «Insomnio»                           | Jorge Sánchez-Cabezudo                       | 16 de novembre de 2017 | 74 000 (0,4%)  |
| 5            | 5            | «La lluvia»                          | Jorge Sánchez-Cabezudo                       | 23 de novembre de 2017 | 50 000 (0,3%)  |
| 6            | 6            | «El mal necesario»                   | Jorge Sánchez-Cabezudo                       | 30 de novembre de 2017 | Sense anunciar |
| 7            | 7            | «Pérdida accidental de refrigerante» | Jorge Sánchez-Cabezudo                       | 7 de desembre de 2017  | Sense anunciar |
| 8            | 8            | «El último lobo»                     | Gonzalo López-Gallego Jorge Sánchez-Cabezudo | 14 de desembre de 2017 | 58 000 (0,3 %) |

## Premis i nominacions
Premis Feroz
| ny   | Categoria                                | Nominats               | Resultat   |
| ---- | ---------------------------------------- | ---------------------- | ---------- |
| 2018 | Millor sèrie dramàtica                   | Millor sèrie dramàtica | Guanyadora |
| 2018 | Millor actor protagonista d'una sèrie    | Eduard Fernández       | Nominat    |
| 2018 | Millor actriu protagonista d'una sèrie   | Alexandra Jiménez      | Nominada   |
| 2018 | Millor actriu de repartiment d'una sèrie | Emma Suárez            | Guanyadora |